# Banias

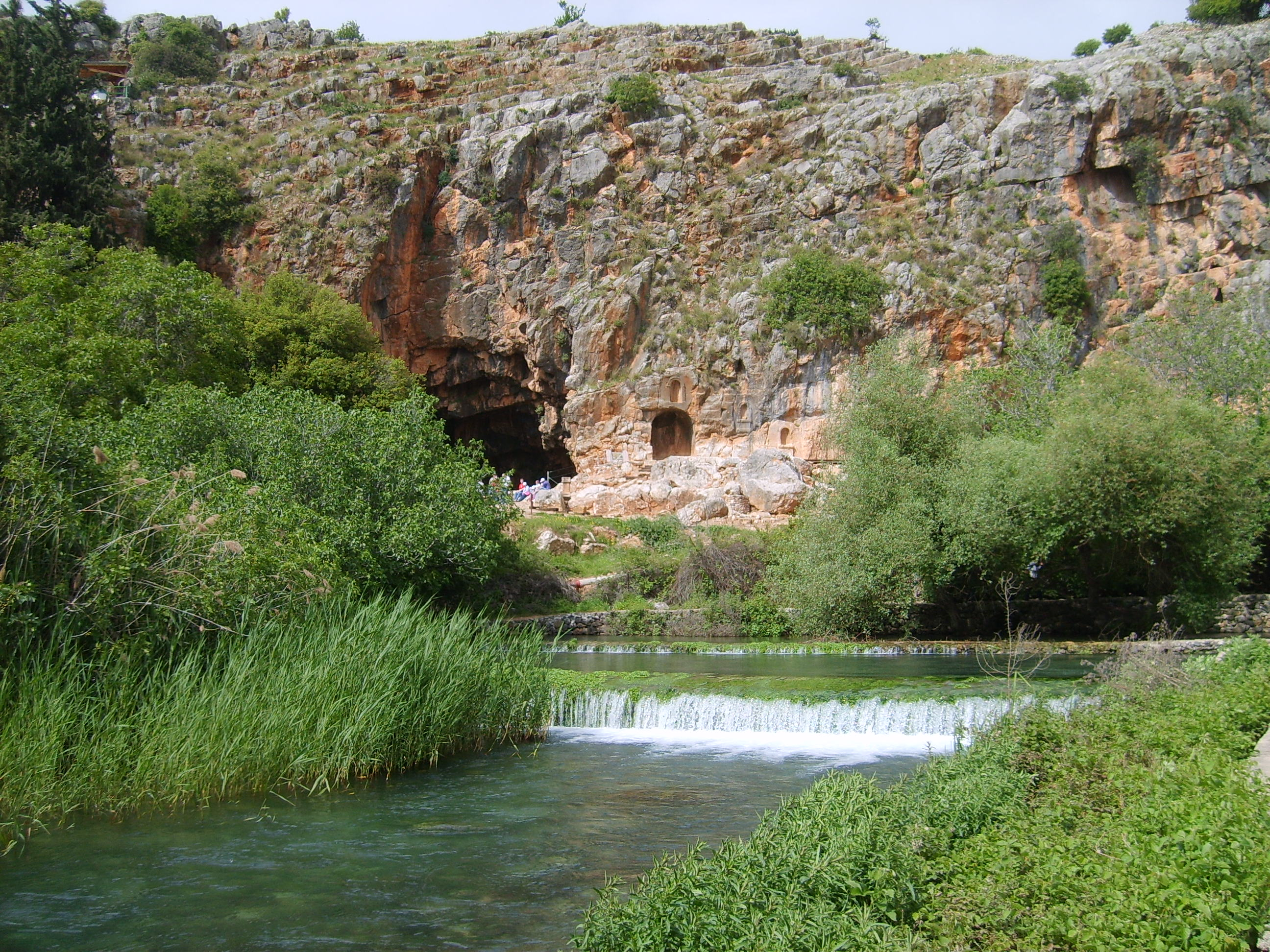
Cova de Pan

Banias (grec antic: Πανείας, Paneas; àrab: بانياس الحولة, Bāniyās al-Ḥawla) fou una antiga ciutat important de Síria i avui una vila menor coneguda en època cristiana com Cesarea Philippi, situada al peu del Mont Hermon (Ba'al-Hermon, àrab: جبل حرمون, Jabal Ḥarmūn) a les altures del Golan a 150 km al nord de Jerusalem i 60 km al sud-oest de Damasc. La regió fou coneguda per "Panion" (la regió del deu Pan) de la deïtat amb culte local, on hi havia coves i santuaris dedicats i una font termal anomenada "Paneas".
Per la ciutat clàssica, vegeu Paneas.
Sota domini Imperi Romà d'Orient es va dir Cesarea Paneas i finalment només aquest segon nom va restar. Al segle iv fou seu d'un bisbat depenent de la província de Fenícia. Es va rendir per pacte als àrabs dirigits per Khàlid ibn al-Walid el 635. El 636 hi va arribar un nou exèrcit romà d'Orient, que fou derrotat finalment en la batalla del Yarmuk. Fou declarada capital del districte d'al-Djawlan dins el djund (província militar) de Damasc. Llavors la ciutat es va començar a despoblar al desaparèixer els seus mercats tradicionals. De les 173 ciutats romanes d'Orient, només 14 van conservar activitat. Al-Yaqubí confirma al segle ix que encara era capital del districte però ara la ciutat es deia Madīnat al-Askat (ciutat de les tribus) i estava poblada per kaysites principalment del grup Banu Murra, i pels iemenites. Al segle x l'ofensiva romana d'Orient va portar refugiats més al sud i va fer augmentar la població. El 968 va caure en mans dels càrmates; els abbàssides la van recuperar el 970 però els càrmates la van tornar a ocupar el 971. El 975 va passar als fatimites. Va seguir la sort de Damasc i encara que autònoma va quedar unida al sultanat; davant l'amenaça dels croats el castell d'al Subayba fou fortificat; el 1126 Tugtegin, l'atabeg de Damasc la va cedir a Bahram, el cap ismaïlita de la zona, però a la mort de Bahram fou entregada als croats mentre a Damasc s'iniciava una violenta i sagnant persecució dels ismaïlites. Buri de Damasc la va reconquerir per les armes el 1132 i la va cedir a Imad ad-Din Zengi. Assetjada pels francs fou conquerida per aquests el 1140, ara amb suport de Damasc.
En aquest temps fou cedida en feu als cavallers Hospitalers, però aquests van caure en una emboscada musulmana de la que els va salvat l'ajut de Balduí III de Jerusalem, i van renunciar al feu que va passar a Humfed II de Toron. Aquest fou assetjat també a la ciutat pels musulmans, però va rebre el suport de Balduí III (1157) que al seu torn va caure en un parany (juny) però va rebre suport des del principat d'Antioquia i el comtat de Trípoli. Fou inclosa llavors a la senyoria de Beirut però fou conquerida per Nur al-Din el 18 de novembre de 1164. Els croats es van retirar al castell de Margaliot (Hunin) construït el 1107. El maig 1174 al morir Nur al-Din, el rei Amaury I de Jerusalem va assetjar Baniyas però la mort del rei (el mateix 1174, el juliol) va fer fracassar l'operació; el 1177 el rei Balduí IV de Jerusalem la va assetjar però es va retirar després de rebre tribut del seu governador Samsam al-Din Adjuk.
Va estar en mans de Saladí (des de 1179) i després del seu fill al-Afdal, i va seguir en mans de prínceps aiúbides. El 1187 Saladí va ordenar a al-Afdal, que era a Baniyas, d'anar a altres posicions, passant per terrenys del comte de Trípoli; el comte Ramon III de Trípoli va haver d'acceptar el pas lliure dels musulmans pels seus dominis de Galilea i Tiberíades; la força dirigida per Afdal (set mil homes) va trobar pel camí un contingent de templaris (150 homes) dirigits pel gran mestre Gerard de Ridefort als que va aniquilar. Llavors Saladí va assetjar Tiberíades que es va rendir al cap de sis dies i el 4 de juliol de 1187 va derrotar els croats que anaven en ajut de la ciutat (Batalla d'Hattin).
Al començament del segle xiii Baniyas fou destruïda per un terratrèmol. La fortalesa fou reconstruïda per l'emir local Djaharkas el 1204; el amir Khutluba va haver de renunciar a la fortalesa el 1219 que va quedar sota domini directe d'al-Àdil I i del seu fill Muazzam. El 1229 un tractat va retornar Baniyas, Safed i Toron als francs, just dos anys després de la mort de Muazzam (11 de novembre de 1227), domini que no va durar més de deu anys. Sota els mamelucs fou una wilaya de la niyaba de l'Adjlun al sud de Damasc, i va començar una ràpida decadència. Un anys després era un llogaret.
Modernament la frontera entre Síria i Palestina fou establerta el 1923 pel Tractat de Lausana. Banias va quedar dins el mandat francès de Síria. Fou ocupada per Israel el 10 de juny de 1967. Després de l'ocupació va quedar quasi despoblada.